# 謎の狼女
『謎の狼女』（なぞのおおかみおんな、She-Wolf of London）は、1946年に公開されたアメリカ合衆国のクライム・ホラー映画。ユニバーサル・ピクチャーズ製作で監督はジーン・ヤーブロー、出演は ジューン・ロックハートとドン・ポーター。原題（ロンドンの狼女）はユニバーサル・ホラーの『倫敦の人狼』（1935年）を連想させるが、超自然ホラー映画というよりはミステリ・サスペンスに属する。アメリカ国内では『The Cat Creeps』と二本立て興行された。DVDでは「狼男」シリーズのセットに含まれることがある。

## あらすじ
20世紀初頭のロンドン。ロンドン警視庁のレイサム刑事は狼女が公園に現れたとの噂を捜査中、近くに住むフィリス・アレンビーと婚約者のバリー・ランフィールドと出会う。
現在のアレンビー家は、フィリス、叔母のマーサ、その娘キャロル、家政婦のハンナの女所帯。実は古代ヒルピニ族の狼信仰から、一族の者は狼に変身する呪いをかけられているという言い伝えがあった。マーサとキャロルは叔母といとこであるが血は繋がっていなかった。
ある夜、公園で少年が殺されるという事件が起きる。死体には狼の爪痕が残されていた、朝、目覚めたフィリスが手についた血を見て驚愕する。さらにレイサム刑事も犠牲になる。フィリスは自分が狼に変身して二人を殺したのかもしれないと不安になり、バリーに相談する。
バリーはフィリスの家を見張る。真夜中、家からこっそり出てきたのはフィリスでなくキャロルだった。キャロルの後を尾行するが見失う。直後、貧乏芸術家のドワイトが謎の女に襲われる。
バリーはキャロルは真犯人だと疑い直接問い正す。キャロルは外出した理由は恋人と会うためだったと告白する。その恋人はドワイトで、忍んで逢引した理由は母親のマーサに止められているからだという。マーサはキャロルを貴族のバリーと結婚させたかったのだ。
マーサは睡眠薬の入ったミルクを二階のフィリスに飲ませるため階段をのぼっていた。真犯人はマーサだった。フィリスを睡眠薬で眠らせたうえ、呪いを信じて自殺したように見せかけ、アレンビー家の財産を奪うつもりだった。しかし、部屋の外から覗き見していた家政婦ハンナを追いかけるうち、階段から転げ落ち絶命してしまう。

## キャスト
- フィリス・アレンビー：ジューン・ロックハート
- バリー・ランフィールド：ドン・ポーター（英語版）
- マーサ・ウィンスロップ：サラ・ヘイデン（英語版）
- キャロル・ウィンスロップ：ジャン・ワイリー
- レイサム刑事：ロイド・コリガン
- ピアース刑事：デニス・ホーイ（英語版）
- ドワイト・セヴァン：マーティン・コスレック（英語版）
- ハンナ：エイリー・マリヨン（英語版）
- アーニー・オッブス巡査：フレデリック・ワーロック（英語版）